# Enicospilus madrigalae
Enicospilus madrigalae là một loài tò vò trong họ Ichneumonidae.